# Nicolaus Langelius (1571–1646)
Nicolaus Langelius, föddes 1571 i Grebo församling, Östergötland, död 15 februari 1646 i Grebo församling, Östergötlands län, var en svensk präst.

## Biografi
Nicolaus Langelius föddes 1571 i Grebo församling. Han var son till bonden och sockenskräddaren Sven Nilsson. Langelius blev 1604 kollega vid Söderköpings trivialskola och prästvigdes 1605. Han blev 1614 kyrkoherde i Grebo församling, Grebo pastorat. Langelius avled 15 februari 1646 i Grebo församling.
Han deltog vid riksdagen 1635 i Stockholm.

### Familj
Langelius gifte sig första gången med en okänd kvinna. De fick tillsammans barnen notarien Johannes Langelius (1612–1672) vid Krigsrätten i Stockholm.
Langelius gifte sig andra gången 1614 med Anna Nilsdotter. Hon var från Tuttorp i Bankekinds socken. Anna Nilsdotter var änka efter kyrkoherden Nicolaus Johannis i Grebo församling. Langelius och Nilsdotter fick tillsammans barnen kyrkoherden Nicolaus Langelius (1615–1685) i Östra Husby församling, Brita Langelius (död 1618), Christina Langelius (död 1694) som var gift i Halshöga, Slaka socken och Karin Langelius.